# Титов, Алексей Николаевич
 Алексей Николаевич Титов  (12 [23] июля 1769, Московская губерния, Российская империя — 8 [20] ноября 1827, Санкт-Петербург, Российская империя) — русский военный (генерал-майор) и композитор из рода Титовых. Брат музыканта С. Н. Титова.

## Биография
Родился 12 июля (23 июля по новому стилю) 1769 года в Московской губернии в семье полковника Николая Сергеевича Титова и его жены Наталии Ивановны. Службу начал в 1781 году в Преображенском полку, откуда в 1784 году переведен из сержантов в вице-вахмистры в Конную гвардию. В том же году назначен вахмистром и в 1791 году назначен полковым секретарем с производством в корнеты, в 1795 году произведён в секунд-ротмистры. 4 января 1797 года переведен в Кавалергардские эскадроны; находясь в Москве на коронации, 11 апреля произведен в ротмистры.
При расформировании Кавалергардских эскадронов уволен от службы надворным советником. В 1799 году назначен кригс-комиссаром, в 1802 году произведен из военных советников в генерал-майоры. В 1819 году, будучи членом комиссии для окончания нерешенных дел военного ведомства, награждён орденом святого Владимира 3-й степени.
Титов был композитором-любителем, его дом был одним из центров петербургского музыкального, литерературного и театрального мира. Написал довольно много опер, из них некоторые в своё время ставились на русской сцене и игрались даже в Париже. Наиболее важные из них: 
- «Пивовар или кроющийся дух»,
- «Суд царя Соломона» (слова С. Глинки, поставлена при Павле I),
- «Ям» (слова Княжнина, поставлена в 1805 г.),
- «Амур-судья, или Спор трех граций» (слова Княжнина, 1805),
- «Нурзахад» (слова Княжнина, 1807),
- «Девишник, или Филаткина свадьба, следствие Яма» (слова Княжнина, 1809),
- «Эммерик Текелий» (1812),
- «Праздник Могола, или Торжество Олимара» (1823),
- «Минутное заблуждение» (слова С. Глинки),
- «Наталья боярская дочь» (слова С. Глинки),
- «Татьяна прекрасная на Воробьевых горах»,
- «Солдат и Пастух»,
- «Легковерные»

Часть этих работ, впрочем, приписывают его брату Сергею или им обоим. Именно Алексею, вероятно, принадлежит опера «Вот каковы русские, или Мужество киевлян» (слова Княжнина, поставлена в 1817 г.). Титову также приписывают популярный романс на стихи М. Ю. Лермонтова «Нет, не тебя так пылко я люблю» и романс "Я знал её милым ребёнком" на слова Д. Минаева.
Скончался в Петербурге в ноябре 1827 года от чахотки, похоронен в Александро-Невской лавре.

## Семья
23 января 1790 года в С.-Петербурге Титов женился на Елизавете Алексеевне Турчаниновой (04.11.1774—25.03.1827), дочери уральского заводчика Турчанинова, и получил за женой богатое приданое. Вместе с сестрами Натальей Колтовской и Надеждой Ивелич она была сонаследницей богатейших медных рудников отца, взятых при Александре I под опеку казны. Супруги Титовы были дружны с Н. О. и С. Л. Пушкиными, родителями поэта. По отзывам современника, Елизавета Алексеевна была «женщина добрейшая, готовая жертвовать последним, только бы оказать услугу, вспыльчивая, правил строгих, поэтому воспитывала детей очень строго не спуская ни малейшей шалости». В браке имели детей:
- Николай Алексеевич (1791—1794)
- Фелицата Алексеевна (1792— ?), девица.
- Фёдор Алексеевич (1793—1810)
- Екатерина Алексеевна (1794— ?), девица.
- Анна Алексеевна (11.03.1796[7]—1858), с 1835 года замужем за офицером Образцового полка Сергеем Михайловичем Измайловым.
- Александр Алексеевич (1797— ?)
- Пётр Алексеевич (1798—1850), служил комендантом в Смоленске.
- Николай Алексеевич (1800—1874), генерал-лейтенант, «дедушка русского романса», «друг и соревнователь Глинки». Автор вальсов, кадрилей, и маршей.
- Иван Алексеевич (21.06.1803—23.06.1803[8])
- Михаил Алексеевич (1804—1853), композитор, автор русских и французских романсов.
- Варвара Алексеевна (1804—1806)